# Adrienne Roy
Adrienne Roy (Verona, 28 giugno 1953 – Austin, 21 dicembre 2010) è stata un'illustratrice statunitense, principalmente nota per il suo lavoro di colorista per la casa editrice DC Comics sulle testate Batman e Detective Comics.

## Biografia
Adrienne Roy nacque il 28 giugno 1953 a Verona, in New Jersey. Si laureò alla William Patterson University, e dopo il matrimonio con Anthony Tollin si trasferì a Manhattan. Lavorò per DC Comics come colorista, inizialmente con l'editor Julius Schwartz, poi con Paul Levit. Nel 1978 divenne la colorista ufficiale della testata Detective Comics, ed in seguito colorerà più di 600 albi legati a Batman, tra cui Una morte in famiglia e Knightfall. Adrienne Roy colorò Detective Comics per più di 16 anni, Batman per 15, e Teen Titans per 14. La colorista fu la prima freelancer ad avere una scrivania fissa agli uffici DC, e a firmare un contratto esclusivo pluriennale con l'azienda. Dopo il divorzio dal marito, dal quale ha avuto la figlia Katrina, si trasferì ad Austin (Texas); qui morì a 57 anni il 21 dicembre 2010 a causa di un cancro.